# Sven Ingemar Ljungh
Sven Ingemar Ljungh, ook wel gespeld als Sven Ingemar Liung, (Björköby, Jönköpings län  in Zweden, 5 juni 1757  -  Aneby, 12 september 1828 ) was een Zweedse ambtenaar, natuuronderzoeker en verzamelaar van natuurhistorische specimens. 

## Biografie en nalatenschap
Sven Ingemar Ljungh leerde Latijn en kreeg een goede scholing in de plantkunde in Växjö en zat in die plaats op het gymnasium. Hij ging in 1775 aan de Universiteit van Uppsala studeren en behaalde in 1777 een academische graad in de theologie. Daarna studeerde hij geneeskunde en ging daarna in dienst van de overheid. Hij werkte aanvankelijk als gerechtsklerk.
Hij had grote belangstelling voor plant- en dierkunde en hij was te gast bij Carl Linnaeus. Hij kreeg ook onderricht van de zoon van Linnaeus en hij correspondeerde met wetenschappers zoals Carl Peter Thunberg en Erik Acharius. Hij verzamelde en beschreef knaagdieren, vogels, insecten en weekdieren waaronder een groot aantal nieuwe soorten. In 1803 bestond zijn verzameling van insecten uit 5000 tot 6000 specimens. Van de Nederlandse predikant Jan Brandes, die zeven jaar in Batavia (Nederlands Indië) verbleef en daarna grondbezitter in Zweden werd, kreeg hij een collectie exotische dieren die op Java, Ceylon en de Kaapprovincie werden verzameld. Hij ontdekte in deze collectie nieuwe diersoorten waaronder de bontbekral (Porzana paykullii) en de Javaanse goudrugspecht (Dinopium javanense).
In 1808 werd hij lid van de Koninklijke Zweedse Academie voor Wetenschappen en van de Kungliga Vetenskaps- och Vitterhetssamhället i Göteborg (Koninklijk gezelschap voor wetenschap en letterkunde in Gotenburg). Verder deed hij landbouwkundig en meteorologisch onderzoek en in die hoedanigheid was hij verbonden aan de in 1811 opgerichte Kungliga Skogs- och Lantbruksakademien (koninklijke academie voor bos- en landbouw in Stockholm). Voor dit werk ontving hij de Orde van Vasa.